# Crenicichla hemera
Crenicichla hemera é uma espécie de peixe da família dos ciclídeos e da ordem dos perciformes. Os machos podem alcançar 9,7 cm de comprimento. Encontra-se na América do Sul, no rio Amazonas, no Brasil.